# North West Cape

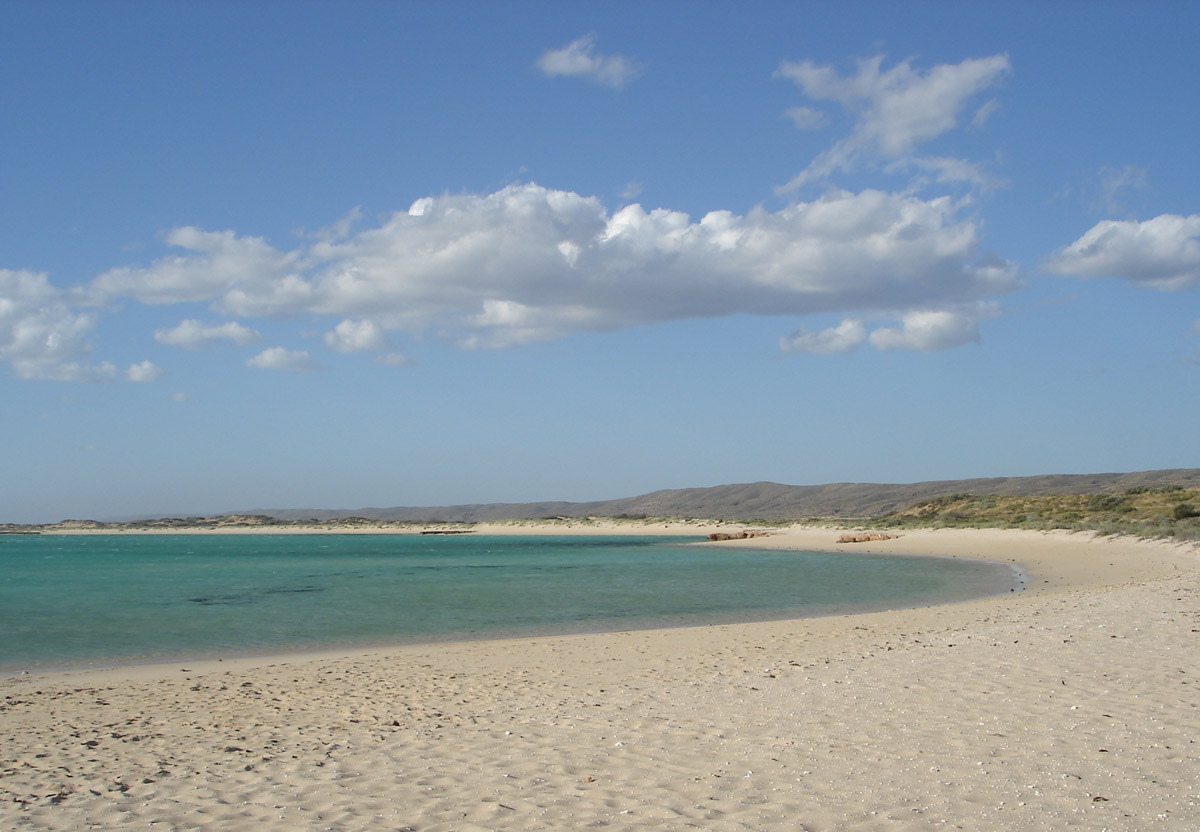
Plage de North West cape

North West Cape est une vaste péninsule située sur la côte nord-ouest de l'Australie occidentale. Le parc national Cape Range court le long de l'épine dorsale de ce cap et le récif Ningaloo se situe à son extrémité occidentale. La principale localité du North West Cape est Exmouth.
En 1618, le capitaine Lenaert Jacobszoon de la Compagnie néerlandaise des Indes orientales ainsi que le subrécargue Willem Janszoon du Mauritius accostèrent dans la zone.
Phillip Parker King visita ensuite la péninsule en 1818 et la baptisa North West Cape
Des chercheurs de perles prospectèrent ensuite la zone depuis leur base à Broome. Lors de la seconde guerre mondiale, une opération militaire dénommée Operation Potshot s'y déroula [réf. nécessaire]. 
Le premier gisement de pétrole australien y fut découvert en 1953 à Rough Range par la compagnie prospectrice  WAPET.